# 自杀方式

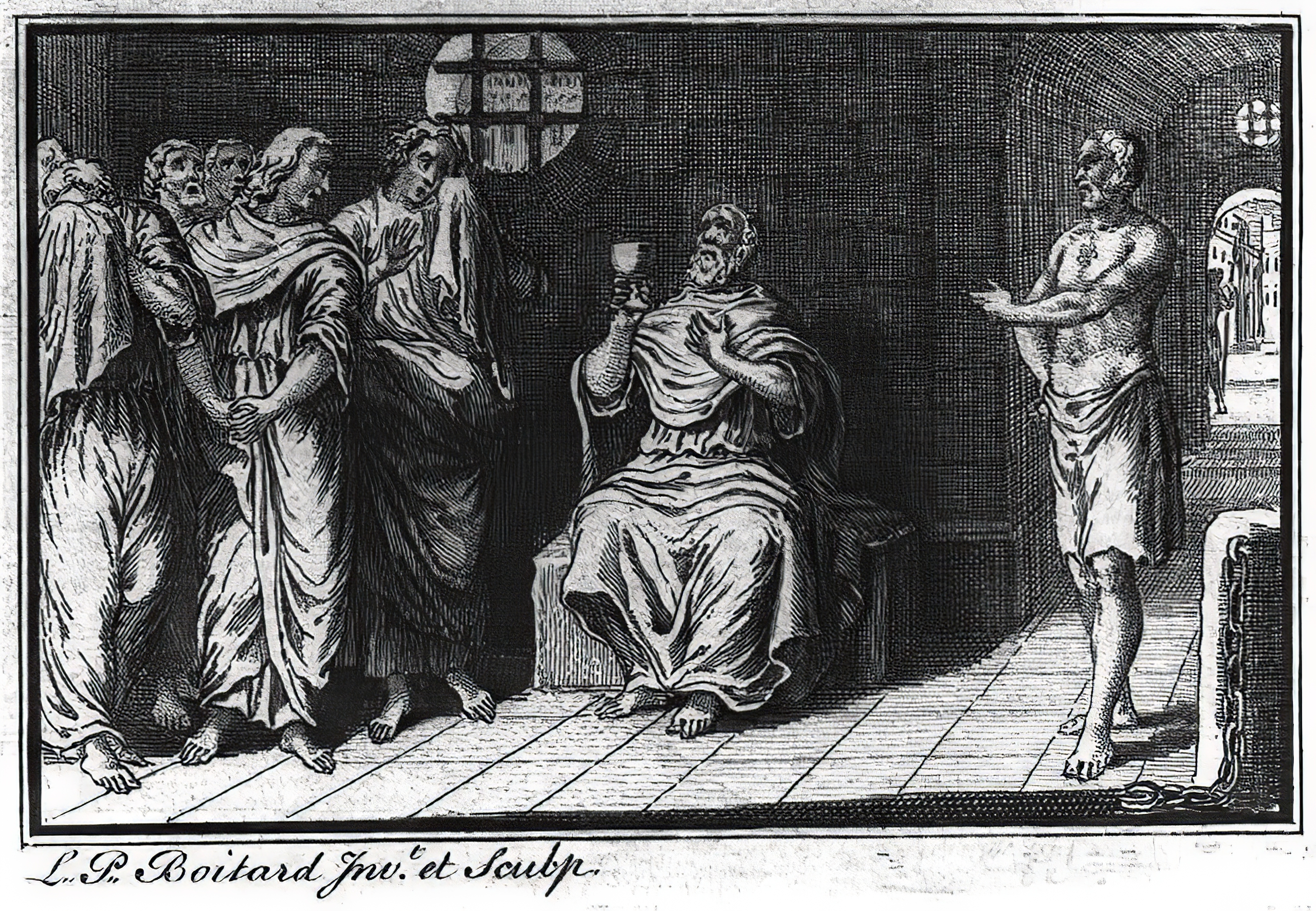
苏格拉底與一杯毒參

自殺方式是指一個人用以自殺的任何手段，全球相對較為普遍的自殺方式包括服毒、自縊和吞槍；其他自殺方式則包括淹溺、從高處跳下、電擊、窒息、服用及注射過量藥物等。
自殺未遂的人可能需面對嚴重的創傷，比如骨折和腦損傷。這些創傷對當事人的健康可有長期影響。美國約8%的試圖自殺個案最終成功令自己死亡。减少获得自杀手段是自殺預防的有效措施。

## 出血
这就是你的鞘子（以匕首自刺）

放血自殺涉及到大量的出血，其會使血液的體積和血壓下降。大量失血通常是動脈損傷的结果。頸動脈、橈動脈、尺動脈和股動脈皆有可能是自殺者的目标。身體血容量減少或不足会令人直接致死（血容量下降40%的人不太可能存活），因為循環系統中的血液體積会影響其載氧能力，一旦過低便會使體細胞欠缺其運作所必需的氧氣。 
擁有自殺企圖的人可能会先切开一段或數段較淺的傷口，文獻中会稱其为試探性創傷（tentative wounds）或猶豫性創傷（hesitation wounds）。猶豫性創傷通常为幾條平行的非致命傷口。2015年的台湾透過自殺通報關懷系統通報的個案中，以「切穿工具來自殺或自傷」的個案為第二常見，佔全部個案的27.1%，前幾年的排名不變。

### 割腕
割腕的目的可能只是自傷而不是自殺，但若出血量大或不加以控制地繼續，便有机会引起心律失常，繼使当事人陸續地出現血容量不足、休克、循環衰竭/心搏停止的情况，最终致死。在企圖自殺但失敗的情況下，外屈肌的肌腱、控制手部肌肉的尺神經和正中神经皆可能會受損。以上兩种情況都可能使当事人的感覺或運動能力暫時或永久地減弱，此外亦有一定机会導致慢性疼痛。

## 窒息
窒息式自殺是指当事人故意抑制呼吸能力或限制呼吸時所吸取的氧氣的行為，目的是令自己缺氧窒息而死。此一自殺方法有著許多不同的變種，包括以自殺用塑料袋蓋著頭部:45、把自身禁閉於沒有氧氣的封閉空間内。
人們不可能通过屏住呼吸自殺，當血液中氧氣濃度過低時，腦部便會使呼吸肌不隨意地反射，令其收縮，繼使當事人恢復呼吸。即使有人能夠克服這種無意識的反應，其也不能長久地控制呼吸。
因此與閉氣相比，人們透過吸入氣體來自殺的成功機會會較高。意圖自殺者常透過吸入不活性氣體和有毒氣體來使自己在短短幾分鐘內窒息致死。不活性氣體的例子有氦氣、氮氣、氬氣，有毒氣體則包括一氧化碳。澳洲醫生尼奇克（Philip Nitschke）及荷蘭設計師班尼克（Alexander Bannink）所設計的3D打印自殺膠囊艙Sarco亦是基於此一原理——把氮氣注入艙內，令自殺者於短時間內失去意識，直至死亡。

### 淹溺

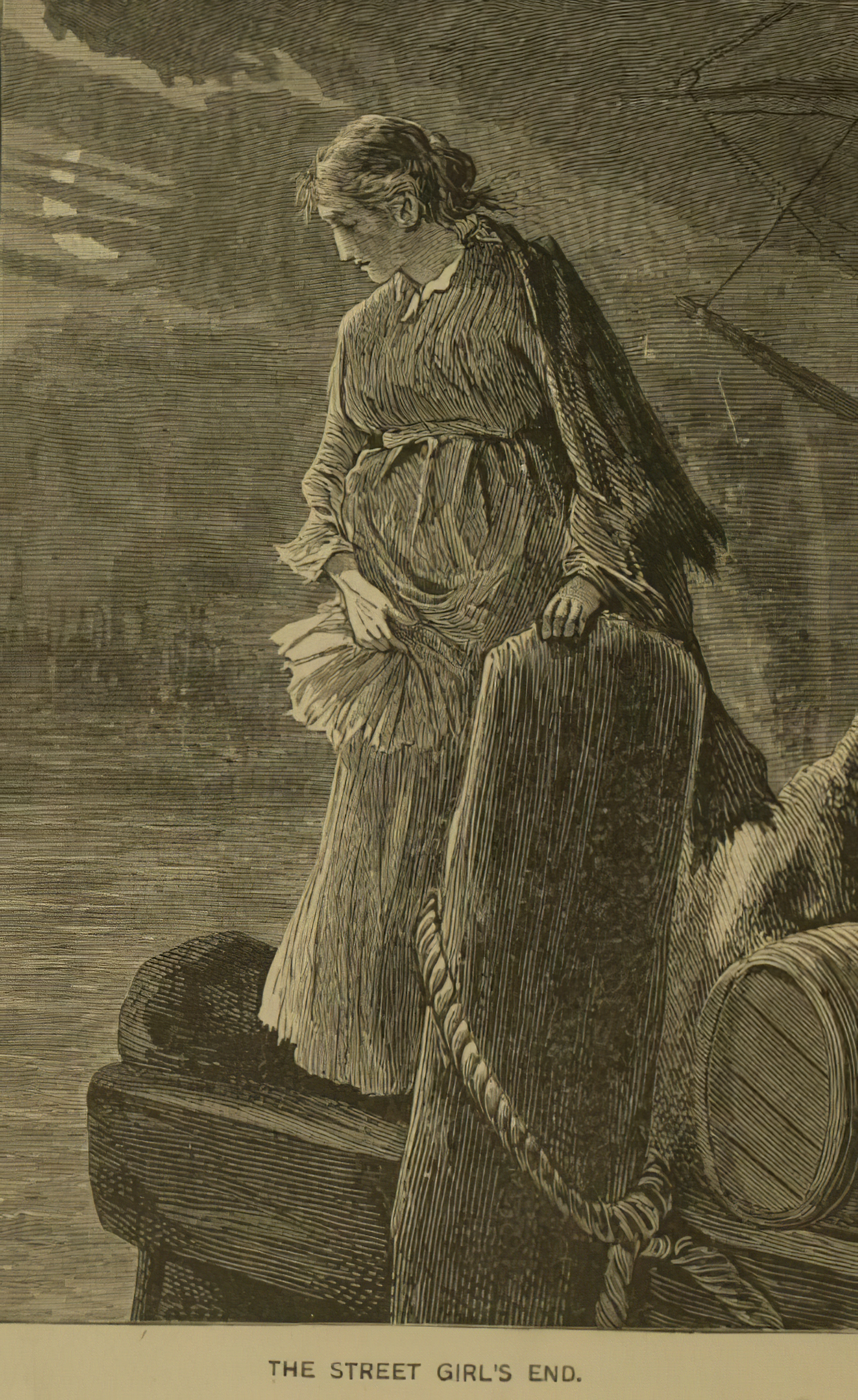
一個即将投水的街妓

自溺是指当事人故意淹沒在水或其他液體中的行為，目的是令自己的大腦不能獲取足夠的氧氣，窒息致死，其致死率為65–80%。由於身體傾向於令自身獲得足夠的空氣，所以以此方法自殺的人往往会使用較重的物體來限制自己在液體中的浮力及移動能力。中樞神經系統亦会在过程中向呼吸肌發出非隨意信號，使人在水中繼續呼吸
。当事人在过程中常因氧氣水平太低，不能維持腦細胞正常運作而死。这种自殺方式在美国是相对較为罕見的，只佔所有自殺个案的2%以下；其在日本（6–8%）、印度（9–16%）、馬來西亞（10.9%）以及巴基斯坦（11%）則是第三常見的自殺方法（截至2012年）。

### 自缢

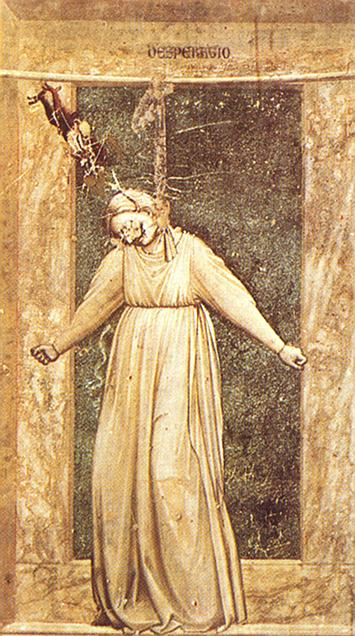
意大利畫家喬托所繪的《絕望》（Desperatio），其對自缢進行了描繪

自缢是一種常見於中國傳統文化和高收入國家的自殺方式，一項於2008年發表的综述以世界卫生组织的死亡率數據為依據，發現自缢是56個國家中最常見的自殺方法，分别佔男女自殺者的53%和39%。其致死率為60–85%。
中國傳統文化相信此一自殺方式所帶來的憤怒能使自殺者的魂魄繼續留在世上，折磨其所憎恨的生者。以此方式自殺的人常會在自殺時採取象征性的行動，比如選用合適的服裝。閩南與臺灣民間信仰為了此事還有送肉粽的習俗。
嘗試自缢的人常会先準備至少一根绳索，其次把其结索/结環，然后把绳索吊起；完成上述步驟后便把结索/结環部分套至脖子自缢。以此方式自殺的人最終會是勒死還是脖子斷裂則取決於絞索位置等因素。實際的死亡原因则一般取決於當事人落體的距離。
若落體距離很短，当事人便很可能死於勒死——因腦部缺氧而死。当事人可能在过程中经歷缺氧、皮膚刺痛、頭暈、視力變弱、驚厥、休克和急性呼吸性酸中毒等情況。自缢的绳索亦會壓迫總頸動脈和/或頸靜脈，引起腦部局部缺血和缺氧的情況，促使當事人死亡。自缢未遂的人的氣管和喉部常有嚴重創傷，其頸動脈、脊柱、損傷以及腦部亦可能受創。
若落體距離很長，当事人的頸椎便很可能發生骨折，特別是第二節至第五節頸椎；而這可能会致癱，甚至致死。若落體距離長至一定水平，自缢便可能使当事人斷頭。

### 頸部受壓
此一方法的其中一个例子就是以绳索勒着頸部的方式壓迫頸動脈，防止氧氣運至腦部；其最终會使当事人神智不清，甚至死亡。頸部受壓亦跟柔術類武術的某些技巧和窒息式性愛有關。

## 体温失调
失溫式自殺的過程緩慢，且有著好幾個階段。當中跟失溫症有關的症狀會逐漸加重。起始時可能造成發抖與意識混濁；中度失溫的發抖症狀消失，但精神錯亂的狀況則會加劇；重度失溫則可能引致心搏停止。其最終會使主要器官停止運作，導致腦死亡。
高温自杀，由于人类更加耐热，因此相较于失温过程更加缓慢。40度以上温度会危及健康，出汗无法维持正常体温，血管扩张，影响器官供血。不考虑气流相同温度下湿度越高对人体影响越大，当气温达到50度，在湿度影响之下下死亡用时大概在一到两小时左右，而超过100度死亡用时甚至无需1分钟。

## 电击
电击式自殺是指當事人故意使用可以致死的電流來自殺的行為。其會使當事人發生心臟節律不整的情況 ，即不同房室的收缩節律不協調；而這有可能使血流方向改變或停滞。此外若電流過大，當事人的身體亦可能会起火燃燒。为此電椅常用於死刑的執行中，內布拉斯加州最高法院的法官威廉·M.康諾利指出：「觸電致死会引起痛楚及痛苦萬分的煎熬……電椅會使犯人的痛楚毫无理由地增加」。

## 從高處跳下
從高處跳下是指從相對海拔較高的地方跳落的行為。該些地方包括高樓層酒店、多層停車場、懸崖和橋樑。此一方法的致死率為35–60%。以此方式自殺未遂的人可能需要面對的後果包括脊髓損傷、骨折、四肢受創。
從高處跳下在美國是最不常見的自殺方法之一（2005年所有被呈报的自殺個案中只有<2%是以從高處墮下的方式進行的）。其在中國大陸、香港和新加坡等擁有大量容易出入的高层建筑物的地區中，则是最常见的自殺方法之一。它佔香港2015年所有被呈报的自殺個案55.9%，且前幾年亦差不多；並佔新加坡所有被呈报的自殺個案的约80%。
現時亦有關於跳傘自殺的個案記錄。該些個案的當事人會在跳傘過程中故意不打開降落傘（或在自由落體中將其取下），並留下遺書。專業跳傘員和首22名特种空勤团士兵之一尼什·布魯斯在患上精神障礙8年後，於一架飛往跳傘中心的塞斯納172中跳落自殺，當時飛機離地5000英尺。此一事件引起了媒體的廣泛報導。許多消息來源都將他的自殺歸因於創傷後壓力症候群。

## 吞槍
吞槍又稱飲彈，是一种自殺方法。當事人一般會以直接射中目標而不需瞄準的距離瞄準太陽穴、口腔內部、下巴和胸部。吞槍自殺的百分比在世界各地有着明顯差異，並受到該文化對槍支的接受程度及其可獲得性的影響。吞槍自殺佔全部自殺個案的比例从4.5%（一般高收入國家）到46%（美國）不等。此一方法的致死率為80-90%。
吞槍自殺未遂的人亦可能需面對一些後果，包括慢性疼痛、認知和運動功能下降、硬膜下血肿、頭部異物，氣顱和腦脊液漏出。若當事人吞槍自殺未遂而該槍又是瞄準顳骨的話，那麽便有可能併發顳葉膿腫、腦膜炎、失語症、偏盲和偏癱。受過瞄準顳骨的槍傷而又存活的人當中，多達50％發生臉部神經受損的情況。
槍支的可獲得性與自殺風險之間存有正相關，此一关系在美國当中尤其特顯；且幾乎肯定該关系不是混雜因子所致的，因為任何導致這種关系的可能混雜因子都必須符合多重難以置信的標準。因自身職業而擁槍的人更有可能以吞槍的方式自殺——91.5％自殺的美國警察選擇吞槍自殺。

## 制造交通意外
透过交通工具來自杀的方法包括故意將自己置於大型交通工具的行駛道路上、或在駕駛交通工具的过程中撞擊異物。

### 火車

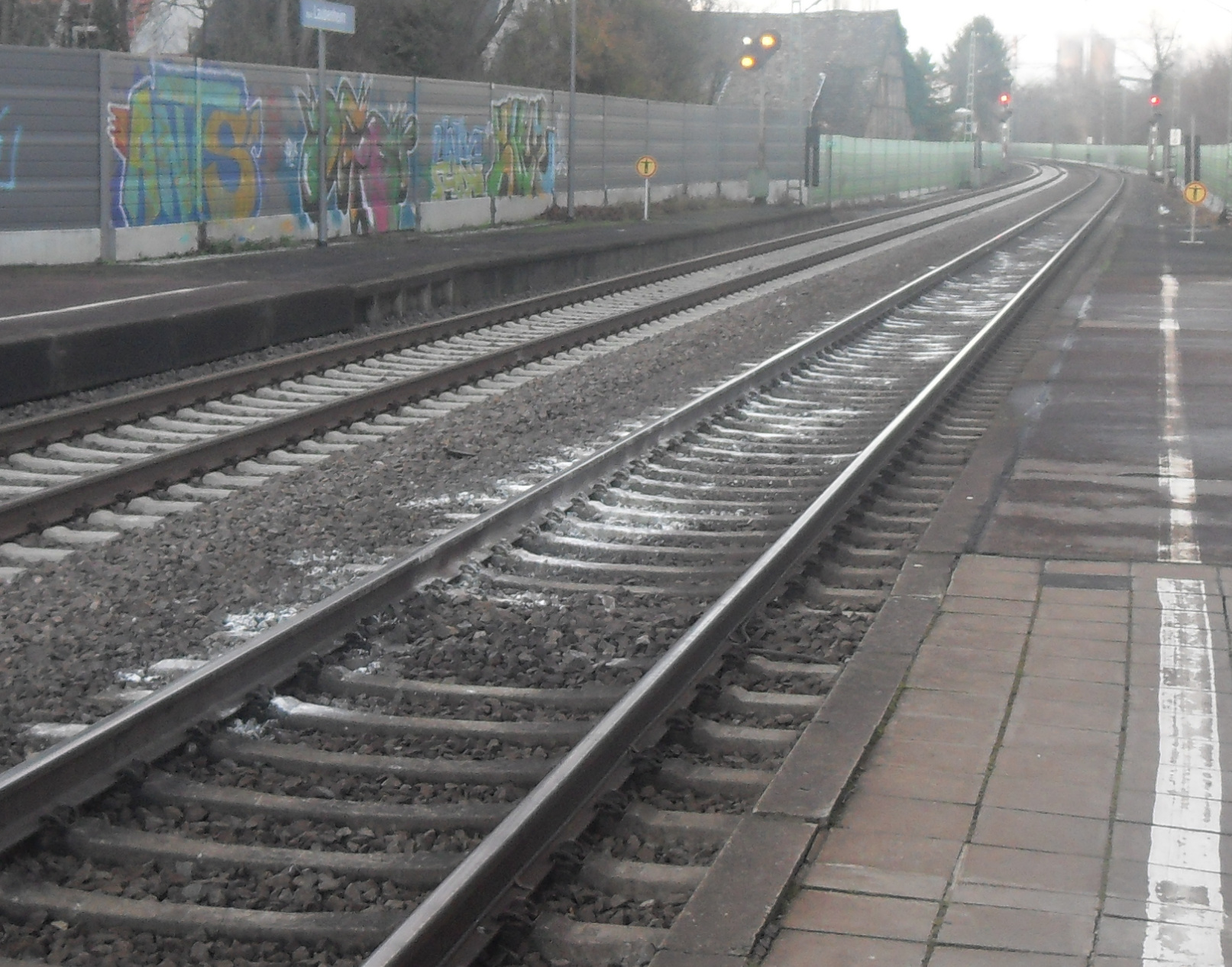
因自殺事件而撒上石灰的路軌 （攝於美因茨-勞本海姆）

在火車接近時故意進入路軌範圍亦是一种可實現的自殺方法。以此方式自殺未遂的人可能会嚴重受創；該些創傷包括大規模骨折、腦震盪和患上嚴重的身心障礙。
利用地上鐵路自殺的人的相关表现跟利用地下鐵路的不同，他們常會站在或躺在鐵軌上，等待列車到達。由於火車的行駛速度一般很快（通常在80-200公里/小時之間），所以火車司機通常無法在碰撞前使火車完全停下來。此類型的自殺可能對火車司機構成傷害，並可能使其患上創傷後壓力症候群。

#### 歐洲
在荷蘭，多達10％的自殺事件與轨道列車有關。德國的相关數字则为7％。德国铁路正在經營一家为在相关事件中受創的火車司機而設的療養院。近年來，一些德國的火車司機成功獲得自殺者父母或配偶的補償金。

#### 日本

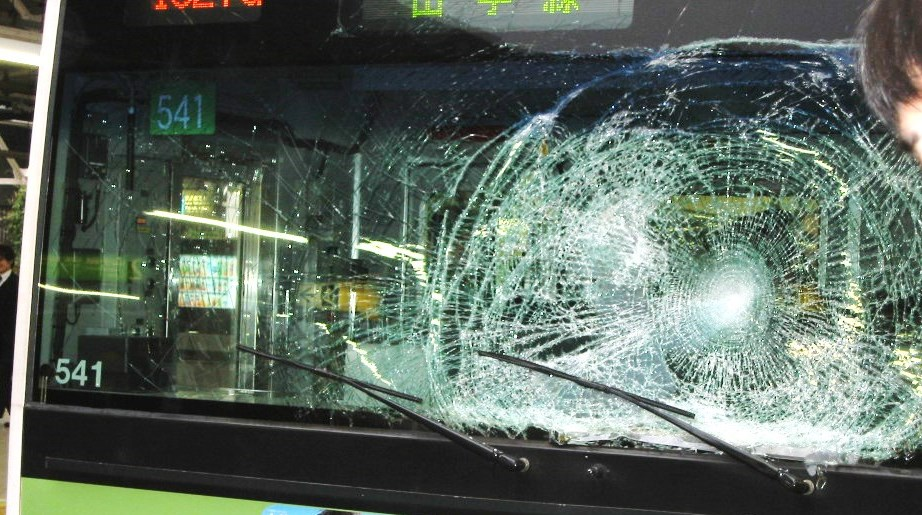
撞击自杀者后前玻璃受损的E231系，2013年摄于上野站3站台（山手线外环）

每年日本皆有許多人透过進入路軌範圍自殺。日本人一般视透过火車來自殺为一項社會問題，在東京等大城市發生时更是如此，因為这类人身事故會擾亂火車時刻表；如果在早上高峰期出現這種情況，便會使許多上班上学的乘客遲到。然而儘管日本的人壽保險公司共同拒絕向受益人支付款項（其他形式的自殺一般都会支付之），但透过火車來自殺的情況依舊存在。透过新幹線的高速子彈頭列車來自殺的事件極其罕見，因為公眾通常無法進入軌道，且当地《新幹線特例法》第三条定明，对此类侵入轨道的行为，最高可处1年监禁或50000日元罰金，这比《铁道营业法》规管下，侵入通常轨道所面临的科料要重。
日本的鐵道公司已採取措施去減少相關事件，其中之一便是在主要鐵路的月台和平交道安裝藍色LED燈，用以阻嚇意圖自殺者不要進入路軌範圍，有研究指在安裝後意圖進入路軌自殺者降低了8成。

#### 北美
美國聯邦鐵路管理局的统計顯示，美國每年有300-500起的火車自殺事件；其亦發现死者傾向於住在鐵軌附近、不太可能擁槍，並且常伴有嚴重的精神錯亂和藥物濫用情況。
在地鐵列車即將到來时跳至路軌範圍的死亡率（<60％）低於透过常规铁路列车自殺的死亡率（90％）。這很可能是因為在開放軌道上行駛的列車的速度相對較快；到達地鐵站的列車亦会減速。经營地鐵的公司已使用不同的方法來減低相关风險，比如採用較深的引流坑、引入月台幕門。

### 车祸
一些人會透過车祸來自殺。此自殺方式所造成的车祸往往只涉及1人和1輛车，「由於不少人選擇以此方式自殺的缘故，所以普遍觀念認為駕车本身就具有一定風險，此外它亦能為個體提供一個機會，使其能在不需面對自身的自殺意圖的情況下，便可傷害及了結自己。」
透過车祸來自殺的真正比例不明；一些有关自杀的研究表明：「因自殺意圖而起的车祸的比例介乎1.6-5％之間。」一些自殺个案被錯誤標籤為事故，因為必須證明当事人擁有自殺意圖才可把其定性為自殺；「值得注意的是，即使某些事故有着很強的自殺嫌疑也好，只要沒發現当事人留有遺書，那麽也只能將其定性為『事故』。」
一些研究者認為，偽裝成车祸的自殺比以前所估計的还要普遍。一次大規模的澳洲社區調查得出以下結論：「已有計劃自殺的人群當中，14.8％（19.1％的男性；11.8％的女性）計劃以發生『车祸事故』的方式自殺；在所有已嘗試自殺的人中，8.3％（13.3％的未成年男性）曾經嘗試以撞车的方式自殺」。

### 飛機
在1983-2003年期間，36名美國飛行員透過駕駛飛機來自殺。現時已有大量關於透過駕駛飛機來行使自殺式襲擊的記錄，例子包括日本的神風特攻隊、美國本土的九一一事件。意圖自殺的德國之翼副駕駛員安德烈亞斯·盧比茨於2015年3月24日蓄意將9525號航班駕至法國阿爾卑斯山墜毀，使其連同機上149人全部罹難；日本航空350號班機空難亦是一宗透過駕駛飛機來自殺的事件，機長片桐清二因患有精神分裂、被害妄想症，而認為蘇聯紅軍將襲擊日本，故此抱有「在被敵人殘殺以前，不如自己先自殺死亡」的信念:170、181、188。
亦有推測指马来西亚航空370号班机的失蹤和解體是飛機駕駛員透過駕駛飛機來自殺所導致的，有媒體以MH370的駕駛員所使用的飛行模擬器應用程序作相关證據。

## 中毒

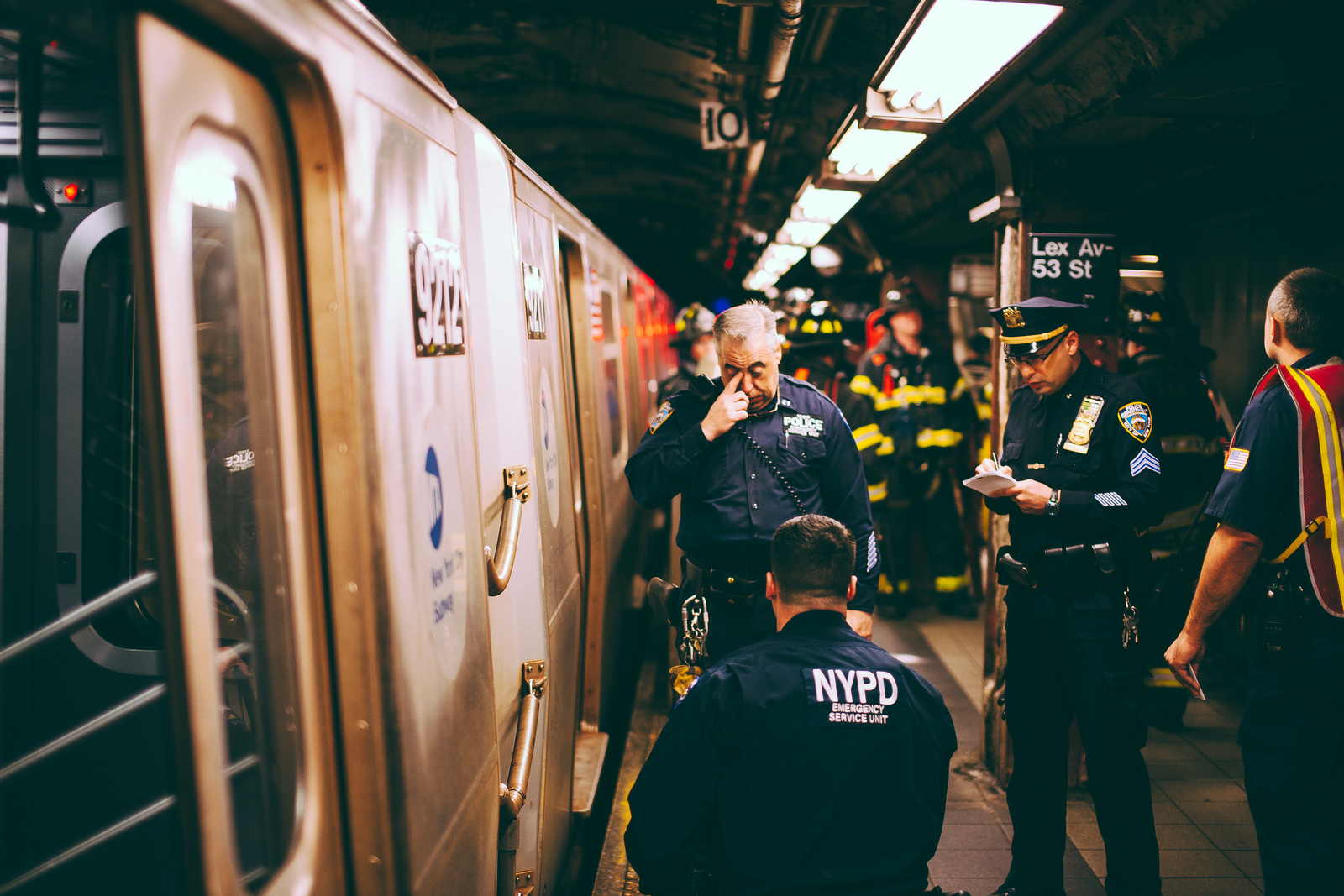
正在調查一宗地鐵自殺事件的紐約市警局緊急勤務隊

他要在這快樂的極點給凜子的全身注入毒液，使她死去，同時自己也在剛剛射精的高潮時喝下毒藥。

这正是兩人所期待、盼望和夢寐以求的通往幸福彼岸的旅途。

通過使用速效毒物來自殺也是一种可行的方法，相關毒物包括氰化氢等已知對人體产生高水平毒性的物質。使用毒物來自殺的例子有美國人民聖殿教領袖吉姆·琼斯於1978年所舉辦的集體自殺，當時自殺的信徒会透过飲用混有氰化物和地西泮的雞尾酒來自殺。一旦大量使用或服食像颠茄、蓖麻籽、麻疯树般的植物，亦會對人體產生毒性。透過有毒植物自殺的過程通常比較缓慢，且相對痛苦。

### 服用農藥
全球總共有2成自殺个案为透过服用農藥進行之。然而此一方法的使用率在不同地區有著很大的差異，從4％（歐洲）到50+％（太平洋地區）不等，此一方法的致死率為6–75%。故意服用農藥在中國農村女性中十分普遍，且遭視為國內重大社會問題之一。20世紀50年代的芬蘭人常用高度致命的農藥巴拉刈來自殺。此一化學品遭到限制後，便有其他自殺方法取替之；这使得研究者得出結論，認為限制某些自殺方法幾乎不会对整體自殺率構成影響。但自從斯里蘭卡禁止第1類有害農藥和安殺番後，農藥自殺率和總自殺率皆有所下降。韓國在2012年全面禁用巴拉刈之後，農藥自殺率減少了40%。
安殺番為Γ-氨基丁酸受体拮抗剂和Ca2+、Mg2+ATP酶抑制剂，因此其會抑制人的神經系統信息傳遞。而急性安殺番中毒的症狀包括亢進、震顫、驚厥、協調感缺乏、蹣跚、呼吸困難、噁心、腹瀉。美國國家環境保護局的參考劑量指出，成人攝入0.015毫克/公斤安殺番便足以使其急性中毒；兒童的急性中毒劑量則為0.0015毫克/公斤。
發展中國家農民亦常見利用有機磷農藥來自殺，截至2008年，每年全球有近300萬例有機磷中毒個案，當中約15-30%的案例最終因此而致死。有機磷農藥會抑制乙酰膽鹼酯酶的活性，令乙酰膽鹼不能水解，於體內累積，引發頭痛、驚厥、出汗、昏迷等表現。

### 吸入一氧化碳
吸入高濃度的一氧化碳可引致中毒，以至死亡，所以其亦是一種自殺方法。人們使用一氧化碳來自殺的部分原因在於其是一種容易產生的氣體——通過物體的不完全燃燒便能獲得，能產生一氧化碳的物件包括电暖器、燃木爐、木炭。以此方法自杀但不成功的人則可能會經歷記憶力變差、煩躁、失智症等問題。透過燒炭來產生一氧化碳自殺為香港第三常見的自殺方法，約佔2016年全部個案的11.4%；台灣於2011年的相關數字為24%，燒炭自殺的致死率為40–50%。
一氧化碳是一種無色無味的氣體，並主要透過與血紅蛋白結合來引起不良反應；這會生成碳氧血红蛋白，降低血液的攜氧能力，使組織中的氧氣過低，引發缺氧中毒。急性中毒的初期症狀包括頭痛、噁心、全身乏力；後期則會出現心跳过速、心律不整，以及低血壓等症狀。
在空氣質量法規和三元催化轉化器普及前，意图利用一氧化碳自殺者會在車庫等封閉空間內開動車輛，令空間內累積一氧化碳至危險水平，從而令自己中毒死亡。儘管汽車尾气中的一氧化碳含量可高達25％，但催化轉化器能消去當中的99+％。利用汽車尾氣來自殺的致死率為40–60%。

### 服用或注射過量藥物
服用或注射過量藥物是一種自殺的方法，實踐者會攝入超过一般建議量的藥物，或以「混用」的方式增強相關效果，比如混用酒精飲料和處方藥物、非處方藥和處方藥。此一方法的致死率為1.5–4%。
在攝入過量藥物來自殺的個案中，以服用镇痛药最為常見，因為它是一種非處方藥，意圖自殺者可以相对較容易地獲得之。

### 其他毒物
有一些實踐者會以混合清洁剂和其他家用化學品的方式來自殺，因為這會生成像硫化氫般的有毒氣體。
與其他毒物相比，19世紀末期的英國人民較常用石炭酸來自殺，因為當時英國政府沒有立例限制其銷售。
像蜘蛛、蛇和蝎子般的生物可能带有使人致死的毒液，其亦可用於自殺上。比如现有流傳指克娄巴特拉七世故意利用毒蛇來咬傷自己自殺。
在中國古代，也有人飲鴆自殺，例如蕭望之、呂不韋等人。

## 安乐死
安乐死是指為了減輕痛苦和疾痛而故意結束生命的行為，或指使人快速地無痛死亡的行為。
攝入過量藥物往往是實踐者想要安乐死的首選表達方法。死亡權爭取組織「解脫國際」（Exit International）表示，與使用膠袋、一氧化碳生成器相比，89％的人較想以攝入藥丸的方式去實踐安乐死。
雖然像速可眠（Seconal）和耐波他（Nembutal）般的巴比妥類藥物長久以來一直是服藥自殺者的一個選擇，但意圖自殺者越來越難取得上述类别的藥物，於是荷蘭死亡權爭取組織WOZZ便提出了幾種用於安樂死的有效替代药物。

## 自焚
自焚一般是指以焚燒自身的方式來使自己死亡，一些報告稱其是伊朗和印度第二常見的自殺方法，其致死率可高達70%。它已遭用作為一种抗爭的手段，相關例子包括宜黄“9·10”强拆自焚事件、抗議南越政府迫害佛教徒的釋廣德、突尼斯的布瓦吉吉，他的自焚为茉莉花革命的導火索、以及2024年2月25日的亚伦·布什内尔自焚事件。
某些印度教徒的妻子會因一項名为「娑提」的習俗而自願或被迫自焚，用以表示对亡夫的忠貞。
自焚至死亡的过程相对缓慢，許多自焚者能在自焚后再活多幾個小時至幾個月；自焚未遂的人往往會出現廣泛性燒傷及留有疤痕組織，其康復過程亦往往十分痛苦。

## 儀式性自殺

### 切腹
切腹為日本的一種自殺儀式，於5世紀-15世紀時最為常見，儘管现代仍存有零星的切腹個案——三岛由纪夫便是一個例子，他在發表關於恢復天皇舊有權力的政變演說失敗後，切腹自殺。日本武士會為了謝罪、表達憤怒或者被賜死等原因而切腹。
切腹常會為當事人帶來極大痛苦，切腹者会在事前把刀子放在面前或布上，並可能會透過寫一篇辞世诗來準備死亡。然後揭開身穿的和服，拿起刀，捅進自己腹部，從左切至右，然後把刀向上移；其后演化至介錯人的參與，其會為切腹自殺者斬首，以讓切腹者更快死亡。

### 自我獻祭
阿茲特克和瑪雅文化的藝術品描繪了祭司和國王以自刎的方式來進行獻祭的場面。該些場面一般刻畫成以黑曜石刀或斧頭对着頸側。
在印度教中，一名男性奉獻者可能通過自刎來把自己獻祭給自身崇拜的难近母。

## 绝食
絕食於最終可能會致死。印度教徒和耆那教修士會以絕食來懺悔，並可能視其為令自己更快死亡的一種方法 。卡特里派或阿爾比派的信徒也會在接受名為康索雷门图（Consolamentum）的圣礼後禁食，以便在道德無缺陷的情況下死去。此一自殺方法亦跟政治抗爭有關，相關例子包括1981年爱尔兰绝食抗议等。1981年爱尔兰绝食抗议要求改善以戰俘營的方式運作的監獄環境，造成了10人死亡。
儘管神经性厌食症一直遭視為潛意識的自殺，但死亡證不會把其所導致的死亡歸類為自殺。根據英國的《1983年精神健康法》，在當地拒絕按正常需要攝食及飲用飲料者可遭到拘留、治療，甚至強制餵食，不过有些跡象顯示精神衛生專業人員對此類方法的抵制依舊存在。

## 脱水
脱水自殺的過程可持續數天至數週不等，因此它不像其他方法般能於一時衝動的情況下完成。死於脫水的人常在死亡之前神志不清，並可能會發生譫妄和血钠水平异常增高的情況。短時間內停止補充水分不會使人發生真正的乾渴，儘管人們常把口乾的感覺稱為「乾渴」。現有廣泛的證據支持「口乾」不等於「乾渴」，比如靜脈輸液不會使因口乾而起的不適感缓解，而潤濕舌頭和嘴唇則能緩解之。伴有「水腫」此一症狀的人常花更多时間才能死於脱水，因為他們體內積聚了过多的體液。

## 延伸閲讀
- Docker, Chris.  2nd. USA: Createspace. 2015: 446. ISBN 978-1511988506.
- Docker, Chris. . USA: Createspace. 2015: 822. ISBN 978-1512176445.
- Humphry, Derek. . Dell. 1997: 240.
- Nitschke, Philip. . US: Exit International. 2007: 211. ISBN 0-9788788-2-5.
- Stone, G. . New York: Carroll & Graf. 2001. ISBN 0-7867-0940-5.

## 外部連結
- Hawton, K; Clements, A; Simkin, S; Malmberg, A. . QJM: An International Journal of Medicine. 2000-06-01, 93 (6): 351–357  [2018-03-18]. ISSN 1460-2725. doi:10.1093/qjmed/93.6.351.